# Лингер, Вольфганг
Вольфганг Лингер (нем. Wolfgang Linger; род. 4 ноября 1982, Халль-ин-Тироль, Тироль) — австрийский саночник. Двукратный олимпийский чемпион игр 2006 года в Турине и 2010 года в Ванкувере, чемпион мира и Европы. Выступает в заездах «саней-двоек». С 2000 года неизменно выступает в паре со старшим братом Андреасом.
На международной арене с 2000 года. Первого серьёзного международного успеха добился на чемпионате мира в Сигулде в 2003 году, выиграв золотые и бронзовые медали чемпионата. В общей сложности выиграл 6 наград чемпионата Европы, одна из них золотая. Лучшим достижением в итоговом зачете этапов кубка мира является 3 место, показанное в сезонах 2004—2005 и 2007—2008 годов.